# Joan Alemany i Oliveres
|  | Per a altres significats, vegeu «Joan Alemany (desambiguació)». |

Joan Alemany i Oliveres (Banyoles, 1926-2002) va escriure i publicar articles i llibres sobre personatges de Banyoles i, en especial, sobre la vida al camp i els pagesos de la comarca del Pla de l'Estany. Va treballar com a pagès i més tard com a treballador de banca.

## Obra
- L'Escuat (Obra pòstuma). Il·lustracions de Marc Vicens, edició d'Àngel Vergés. [Banyoles]: Àngel Vergés i Gifra, 2015.
- Butaca de galliner (Banyoles: l'autor), 2008.
- Banyoles, històries i records : antologia d'articles i escrits de Joan Alemany. Alemany, Sílvia (Banyoles): Lith, 2003.
- El Tren petit de Banyoles. Grabuleda i Sitjà, Josep. Banyoles: Ajuntament de Banyoles, 2003.
- Reportatges del Pla de l'Estany. Alemany, Sílvia. Banyoles: Ajuntament de Vilademuls, 2002.
- Memòries d'un soldat de la República: Joan Nierga i Planes, el soldat. Alemany, Sílvia. Barcelona: [s.n.], 1994.
- En Jepot mustiu : fill de Banyoles, 1850-19...?. Alemany, Sílvia. Barcelona : [s.n.], 1993.
- Un Bocí d'història dels pagesos de Banyoles. Alemany, Sílvia. Barcelona : [s.n.], DL 1992.